# Epitola versicolor
Epitola versicolor är en fjärilsart som beskrevs av Kirby 1887. Epitola versicolor ingår i släktet Epitola och familjen juvelvingar. Inga underarter finns listade i Catalogue of Life.